# Altenhausen
Altenhausen település Németországban, azon belül Szász-Anhalt tartományban. Lakosainak száma 1028 fő (2023. december 31.).

## Népesség
A település népességének változása:
| Lakosok száma | 1133 | 1102 | 1079 | 1048 | 1055 | 1028 |
|               | 2012 | 2017 | 2019 | 2021 | 2022 | 2023 |